# مخالفگاه
مخالفگاه ، روستایی از توابع بخش نصرآباد و در شهرستان تربت جام استان خراسان رضوی ایران است.

## جمعیت
این روستا در دهستان بالاجام قرار دارد. بر اساس سرشماری سال ۱۳۸۵ جمعیت آن ۱۲۹ نفر (۲۸ خانوار) بوده‌است.
این روستا در ۳۰ کیلومتری تربت جام واقع شده و از جاده اصلی ۱۵ کیلومتر فاصله دارد در کنار تپه‌ها و باغات میوه بنا شده‌است و در کنار این ده روستای دیگر با نام مرغزار می‌باشد که در ما بین این دو روستا نیز رودخانه فصلی می‌باشد که در بهار هنگام بارش در بالادست خروشان می‌شود.
پیشه مردم این روستا کشاورزی و دامداری می‌باشد هر روستا داری یک قنات می‌باشد. محصول کشاورزی را می‌توان: سیب زمینی، گوجه فرنگی، غلات، گندم و جو و میوه، انگور، سیب، گیلاس، آلبالو، گردو و بادام نام برد.